# Horihivka, Bobrîneț
Horihivka (în ucraineană Горіхівка) este un sat în comuna Bobrînka din raionul Bobrîneț, regiunea Kirovohrad, Ucraina.

## Demografie
Componența lingvistică a localității Horihivka
     Ucraineană (94,44%)
     Rusă (5,56%)
Conform recensământului din 2001, majoritatea populației localității Horihivka era vorbitoare de ucraineană (94,44%), existând în minoritate și vorbitori de rusă (5,56%).